# Oberpfarrkirchhof (Wernigerode)
Der Oberpfarrkirchhof ist eine der wichtigsten historischen Plätze in der Stadt Wernigerode im Landkreis Harz in Sachsen-Anhalt. Er befindet sich auf der Klint genannten Anhöhe im Ortszentrum rings um die Sylvestrikirche, die die Oberpfarrkirche der Stadt war.

## Geschichte
Der Name ist vom Kirchhof rings um die Kirche St. Sylvestri und Georgii abgeleitet, die in der Frühen Neuzeit als Oberpfarrkirche von Wernigerode diente. Ursprünglich befand sich auf den heutigen Grünflächen der Friedhof der Gemeinde.
Bei der jetzt geltenden Zählung haben die früheren Nummern 2 und 3 die Zahlen 6 und 7 erhalten. Die Straßenlage Klint ist seit ca. 1850 der gegenwärtig geltenden Oberpfarrkirchhof gewichen.
Der Oberpfarrkirchhof dient heute teilweise als Fußgängerzone und kann nur in einzelnen Bereichen mit Kraftfahrzeugen befahren werden.
Im gesamten Bereich des Oberpfarrkirchhofes finden sich denkmalgeschützte Häuser. Dazu zählen laut Liste der Kulturdenkmale in Wernigerode:
| Lage                             | Bezeichnung | Beschreibung               | Erfassungs- nummer | Ausweisungsart | Bild           |
| -------------------------------- | ----------- | -------------------------- | ------------------ | -------------- | -------------- |
| Oberpfarrkirchhof (Karte)        | Kirche      | St. Sylvestrikirche        | 094 03248          | Baudenkmal     | Weitere Bilder |
| Oberpfarrkirchhof 1 (Karte)      | Wohnhaus    |                            | 094 00862          | Baudenkmal     | Weitere Bilder |
| Oberpfarrkirchhof 2 (Karte)      | Wohnhaus    | Oberpfarre (früher Nr. 6)  | 094 03260          | Baudenkmal     | Weitere Bilder |
| Oberpfarrkirchhof 3 (Karte)      | Wohnhaus    |                            | 094 00048          | Baudenkmal     | Weitere Bilder |
| Oberpfarrkirchhof 4 (Karte)      | Wohnhaus    |                            | 094 03276          | Baudenkmal     | Weitere Bilder |
| Oberpfarrkirchhof 5, 5a (Karte)  | Klosterhof  | Alte Münze und Stadtarchiv | 094 03351          | Baudenkmal     | Weitere Bilder |
| Oberpfarrkirchhof 7 (Karte)      | Schule      |                            | 094 03282          | Baudenkmal     | Weitere Bilder |
| Oberpfarrkirchhof 10, 11 (Karte) | Wohnhaus    |                            | 094 03233          | Baudenkmal     | Weitere Bilder |
| Oberpfarrkirchhof 12 (Karte)     | Wohnhaus    |                            | 094 03232          | Baudenkmal     | Weitere Bilder |
| Oberpfarrkirchhof 13 (Karte)     | Wohnhaus    | Gadenstedtsches Haus       | 094 03240          | Baudenkmal     | Weitere Bilder |